# Nick Dunning
Nick Dunning est un acteur irlandais, né en 1959 à Wexford (Irlande).

## Filmographie sélective

### Films
- 2004 : Alexandre
- 2009 : Eyes of War
- 2012 : La Dame de fer
- 2024 : Cult Killer de Jon Keeyes :  Edgar Evans

### Séries
- 2007 - 2008 : Les Tudors : Thomas Boleyn
- 2012 - 2015 : Da Vinci's Demons : Lupo Mercuri
- 2014 : Quirke : Malachy Griffin